# Федотова (Кудымкарский район)
Федотова — деревня в Кудымкарском районе Пермского края. Входит в состав Егвинского сельского поселения. Располагается на левом берегу Егвы севернее от города Кудымкара. Расстояние до районного центра составляет 20 км. По данным Всероссийской переписи населения 2010 года, в деревне проживало 8 человек (5 мужчин и 3 женщины).

## История
По данным на 1 июля 1963 года, в деревне проживало 57 человек. Населённый пункт входил в состав Алековского сельсовета.